# Saint-Priest-en-Murat
Saint-Priest-en-Murat ist eine französische Gemeinde mit 213 Einwohnern (Stand: 1. Januar 2022) im Département Allier in der Region Auvergne-Rhône-Alpes. Sie gehört zum Arrondissement Montluçon und zum Kanton Commentry.

## Geographie
Saint-Priest-en-Murat liegt in der Landschaft Bocage Bourbonnais, rund 23 Kilometer östlich von Montluçon. Das Gemeindegebiet wird im Südwesten vom Thernille durchquert, der hier auch Ruisseau des Brosses genannt wird.

### Nachbargemeinden
Umgeben ist Saint-Priest-en-Murat von den Nachbargemeinden Murat im Norden, Chappes im Nordosten, Sazeret im Osten, Saint-Bonnet-de-Four im Süden, Bézenet im Südosten sowie Villefranche-d’Allier im Westen und Nordwesten.

## Bevölkerungsentwicklung
| Jahr      | 1962 | 1968 | 1975 | 1982 | 1990 | 1999 | 2006 | 2013 | 2019 |
| Einwohner | 457  | 413  | 321  | 268  | 243  | 231  | 255  | 210  | 214  |

## Sehenswürdigkeiten
- Kirche Saint-Priest aus dem 12. Jahrhundert, Umbauten im 14./15. Jahrhundert, Monument historique seit 1968
- Domäne aus dem 16./17. Jahrhundert

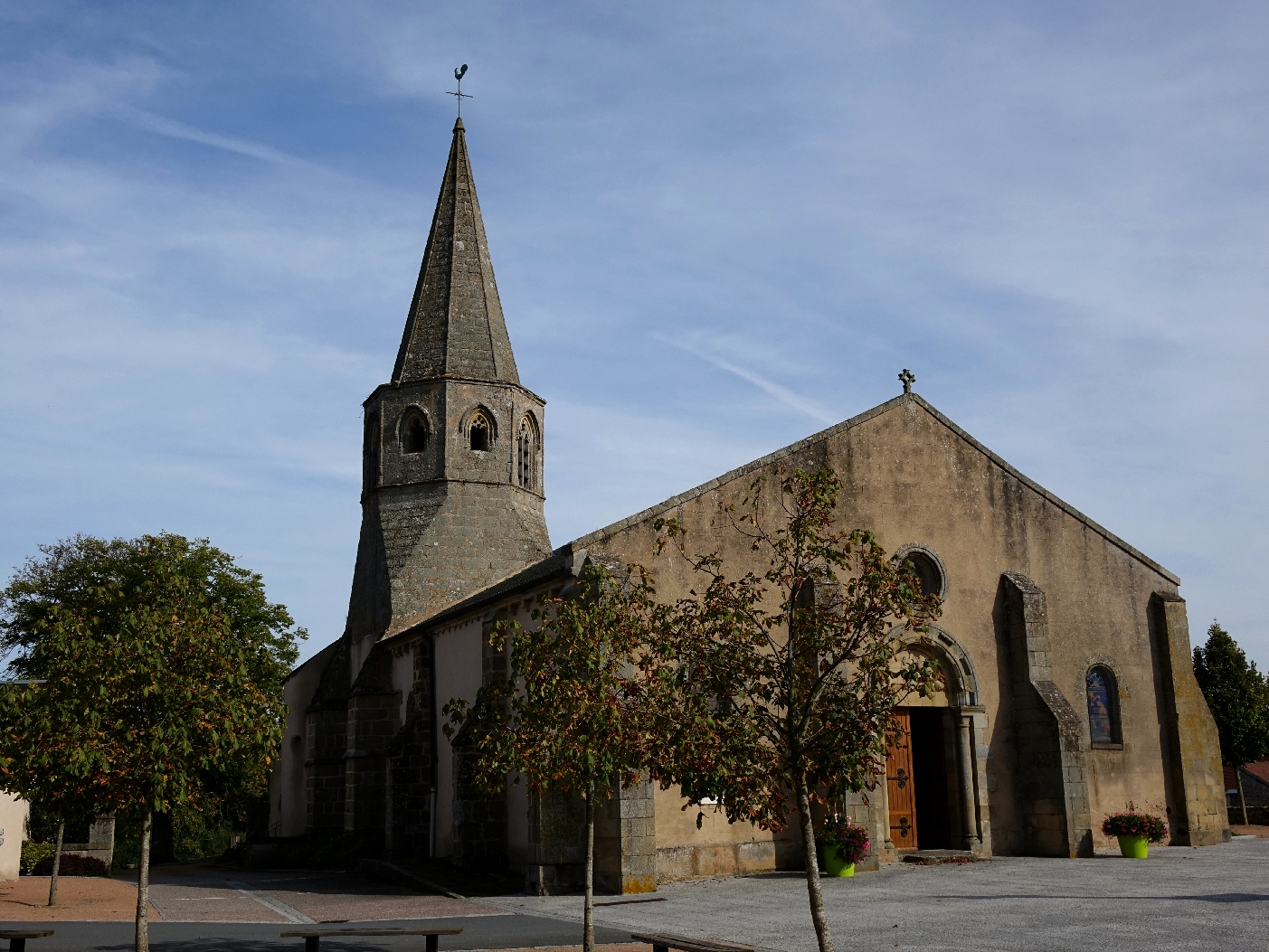
Kirche Saint-Priest

## Persönlichkeiten
- Hubertine Auclert (1848–1914), Sozialistin und Frauenrechtlerin